# Liu Jiyuan
Liu Jiyuan (劉繼元) (morto em 992), foi o último governante do reino Han do Norte da China, no período das Cinco Dinastias e dos Dez Reinos. Reinou Han do Norte desde 969 até 979, altura em que se rendeu às forças Song comandadas pelo imperador Song Taizong.

## Queda de Han do Norte
Depois do ataque a Liao, Song Taizong, fez uma inspecção às suas tropas e enviou uma carta a Liu Jiyuan dizendo que se ele se rendesse ele cuidaria de Liu e dos seus descendentes. Tendo começado o assalto final a Han do Norte, a 2 de junho de 979 quase entrando na cidade, Taizong decidiu parar ataque para dar a oportunidade a Liu Jiyuan de render-se. Nessa mesma noite os termos da rendição foram negociados.